# BBC World News America
BBC World News America es un programa informativo producido por BBC World News que se emite inicialmente para el público estadounidense a través de la cadena pública Public Broadcasting Service (PBS). Es presentado por Katty Kay, desde septiembre de 2011.

## Emisiones
Hasta el 25 de marzo de 2011, el programa era emitido diariamente en formato de hora completa en BBC America y BBC World News, y por primera media hora (en diferido) en el canal de noticias de la BBC en el Reino Unido por la noche. El 28 de marzo de 2011, el programa se redujo a una media hora y comenzó a emitirse en BBC World News, además de ser puesto a disposición de las estaciones de PBS en los Estados Unidos.

## Presentadores
| Años          | Presentador     | Rol                    |
| ------------- | --------------- | ---------------------- |
| 2011–presente | Katty Kay       | Presentadora principal |
| 2011–presente | Laura Trevelyan | Presentadora suplente  |

Katty Kay es la actual presentadora principal. Kay, corresponsal en Washington de BBC, reemplazó al presentador original Matt Frei, que en 2011 se unió a Channel 4 News. Kay previamente fue la presentadora los días viernes y sustituía a Frei.

## Crítica
Críticos de televisión estadounidenses han criticado el programa por seguir una «manera británica» aunque el programa se centra más en Estados Unidos. Rome Hartman, productor del programa, ha declarado que valoran ambos conjuntos de los espectadores, ya que también es transmitido en todo el mundo.

## Premios
BBC World News America ha ganado varios premios Peabody. Se ganó uno en 2007 por White Horse Village. En 2010, BBC World News America recibió otro premio Peabody. El premio que se dio fue titulado «Única difusión, única perspectiva», y el programa fue descrito como «un noticiario nocturno como ninguno que los Estados Unidos haya tenido alguna vez, colocando nuestras acciones y preocupaciones en un contexto global». Se ganó otro premio Peabody en 2014 «por dedicar los recursos necesarios y poner en riesgo sus vidas para dar al mundo un vistazo de cerca a los horrores del conflicto sirio» en Inside Syria's War.